# Graham E. Fuller
Graham E. Fuller (* 28. November 1938) ist ein US-amerikanischer Autor, politischer Analyst und ehemaliger Geheimdienstmitarbeiter. Fuller war der Stationschef der CIA in Kabul und stellvertretender Vorsitzender des National Intelligence Council. Als Analyst spielte er eine wichtige Rolle bei der Iran-Contra-Affäre. Nach einer 27-jährigen Karriere im US-Außenministerium und bei der CIA wechselte er zur RAND Corporation, wo er als leitender Politikanalyst für den Nahen Osten zuständig war. Später wurde er Adjunkt an der Simon Fraser University in Kanada.

## Laufbahn
Fuller besuchte die Harvard University, wo er zunächst einen Bachelor und dann einen Master-Abschluss in Russisch und Nahoststudien erwarb. Fuller trat nach seinem Studium in den United States Foreign Service ein. Später trat er der CIA bei und zwei Jahrzehnte lang arbeitete er für die CIA in Deutschland, der Türkei, dem Libanon, Saudi-Arabien, Nordjemen, und Hongkong. Fuller war CIA-Stationsleiter in Kabul, Afghanistan, von 1975 bis 1978, in der Zeit vor dem sowjetischen Einmarsch. Im Laufe der Jahre lernte er fließend Russisch, Türkisch, Arabisch und Chinesisch. Nach seinem Einsatz in Afghanistan kehrte er nach Washington, D.C. zurück und wurde 1982 zum National Intelligence Officer der CIA für den Nahen Osten und Südasien befördert. Vier Jahre später wurde er zum stellvertretender Vorsitzender des National Intelligence Council befördert, der die Politik in Geheimdienstfragen berät und dem Director of National Intelligence untersteht.
1987 wurde Fuller als Autor eines "Think Piece" aus dem Jahr 1985 identifiziert, das laut New York Times „maßgeblich“ an der Entscheidung der Reagan-Regierung beteiligt war, heimlich Kontakt zu führenden Politikern im Iran aufzunehmen, und schließlich zum verdeckten Verkauf von US-Waffen an Teheran führte, was die Iran-Contra-Affäre auslöste. Seine Schrift legte nahe, dass die Sowjetunion in der Lage sein könnte, den Iran zu beeinflussen, und schlug der US-Regierung deshalb den Verkauf von Waffen an das Land vor, um Einfluss auf die iranische Führung gewinnen zu können. Nach der Aufdeckung der Affäre verließ Fuller die CIA und schloss sich der RAND Corporation, wo er bis 2000 Politikanalyst war. Bei der RAND Corporation schrieb er unter anderem über den politischen Islam in verschiedenen Ländern und über die Geopolitik der muslimischen Welt. Fuller zog 2004 nach Kanada, wo er Adjunkt der Simon Fraser University in Vancouver wurde. Im Jahr 2012 gründete Fuller den Verlag Bozorg Press, sein Experiment im Selbstverlag. Bozorg bedeutet auf Persisch „groß“ oder „großartig“.
Fuller verfügt über gute Kontakte zur Gülen-Bewegung in der Türkei sowie zu tschetschenischen Separatisten. Seine Tochter Samantha Ankara Fuller war mit Ruslan Tsarni verheiratet, dem Onkel von Tamerlan Zarnajew, einem der zwei Haupttäter, die den Anschlag auf den Boston-Marathon 2013 verübten. Am 1. Dezember 2017 erließ die Istanbuler Generalstaatsanwaltschaft einen Haftbefehl gegen Fuller wegen seiner angeblichen Beteiligung an der Planung des gescheiterten türkischen Putschversuchs von 2016, und ein wohlhabender türkischer Staatsangehöriger setzte eine Belohnung von 3 Millionen türkischen Lira (fast 800.000 Dollar) für die Hilfe bei der Auslieferung von Fuller und Michael Rubin an die Türkei aus. Im türkischen Haftbefehl wurde behauptet, Fuller habe sich in der Nacht des 15. Juli 2016, zeitgleich mit dem Putschversuch, mit anderen Personen, die für die Staatsanwaltschaft von Interesse sind, auf der Insel Büyükada in der Nähe von Istanbul getroffen. Fuller stritt dies ab und gab an, seit fünf Jahren nicht mehr in der Türkei gewesen zu sein.

## Werke

### Als Autor
- The Center of the Universe: The Geopolitics of Iran. Westview Press, 1991, ISBN 0-8133-1158-6 (englisch, archive.org).
- The Democracy Trap: The Perils of the Post-Cold War World. E. P. Dutton, 1991, ISBN 0-525-93371-9 (englisch, archive.org).
- How to Learn a Foreign Language. Storm King, 1993, ISBN 0-935166-02-5 (englisch, archive.org).
- The Future of Political Islam. revised Auflage. Palgrave Macmillan, 2003, ISBN 1-4039-6136-0 (englisch, archive.org).
- The New Turkish Republic: Turkey as a Pivotal State in the Muslim world. US Institute of Peace Press, 2008, ISBN 978-1-60127-019-1 (englisch).
- A World Without Islam. Little, Brown & Company, 2010, ISBN 978-0-316-07288-5 (englisch).
- Three Truths and a Lie. CreateSpace Independent Publishing Platform, 2012, ISBN 978-1-4792-7431-4 (englisch).
- Breaking Faith (novel). Bozorg Press, 2015, ISBN 978-0-9937514-1-7 (englisch).
- Turkey and the Arab Spring: Leadership in the Middle East, Bozorg Press 2014
- Bear, A novel of the Great Bear Rain Forest and Eco-violence.” Bozorg Press, 2016

### Als Coautor
- Henri J. Barkey, Graham E. Fuller: Turkey's Kurdish Question. Rowman & Littlefield, 1998, ISBN 0-8476-8553-5 (englisch).
- Rend Rahim Francke, Graham E. Fuller: The Arab Shi'a: The Forgotten Muslims. Palgrave Macmillan, 2001, ISBN 0-312-23956-4 (englisch).
- Graham E. Fuller, Ian O. Lesser: A Sense of Siege: The Geopolitics of Islam and the West. Westview Press, 1995, ISBN 0-8133-2149-2 (englisch, archive.org).
- Graham E. Fuller, Ian O. Lesser, Paul B. Henze, James F. Brown: Turkey's New Geopolitics: From the Balkans to Western China. Westview Press, 1993, ISBN 0-8133-8660-8 (englisch, archive.org).
- Ronfeldt, David F., John Arquilla, Arroyo Center, Graham E. Fuller, Melissa Fuller: The Zapatista "Social Netwar" in Mexico. Rand Corporation, 1998, ISBN 0-8330-2656-9 (englisch).